# Oonagh
Зента-София Деллипонти (нем. Senta-Sofia Delliponti, род. 16 апреля 1990, Вольфсбург, ФРГ) — немецкая певица, музыкальная исполнительница и актриса. С января 2014 года по 2022 выступала под артистическим псевдонимом Oonagh (имя феи из кельтской мифологии), затем стала использовать имя Senta. Oonagh исполняет песни на немецком и квенья (также есть песни на кечуа, ирландском, ведийском санскрите, суахили, испанском и английском), и её музыка сочетает в себе различные музыкальные влияния.

## Биография
Зента-София Деллипонти родилась в Вольфсбурге (Нижняя Саксония), в семье итальянца и болгарки. Её отец Майк — пиццайоло, а мать Елена — преподаватель музыки. У Зенты-Софии есть младший брат. Она участвовала в музыкальных конкурсах, а также в мюзикле «Джим Баттон» (нем. Jim Knopf). В 2006 году получила аттестат о среднем образовании. С 2007 по 2010 гг. обучалась в актерской школе Шарлотенбурга в Берлине.

### Карьера
12 июля 2003 впервые появилась в шоу талантов Star Search на Sat.1. Cмогла пробиться в финал в категории 10-15 лет.
С 2014 года выступает под сценическим именем Oonagh и в том же году, 31 января, опубликовала свой первый одноименный альбом Oonagh. 24 октября 2014 г. состоялся выпуск второго издания первого альбома, Second Edition – Attea Ranta. 13 марта 2015 г. состоялся выпуск второго альбома Aeria. 13 ноября 2015 г. состоялся выпуск второго издания второго альбома, Sartoranta – Fan Edition. 21 октября 2016 г. состоялся выпуск третьего альбома Märchen enden gut. 3 ноября 2017 г. состоится выпуск второго издания третьего альбома, Nyáre Ranta – Märchenedition. 28 июня 2019 года Oonagh выпустила новый сингл Kuliko Jana - Eine neue Zeit, который уже в первый же день вошёл в топ-3 Taufrisch: Schlager & Volksmusik от Amazon Music Deutschland, и одноимённый клип, а уже 9 августа вышел полноценный альбом Eine neue Zeit.
В 2022 году Зента-София сменила стилистику творчества с фэнтези и фолка на поп-музыку и сценическое имя с Oonagh на Senta.

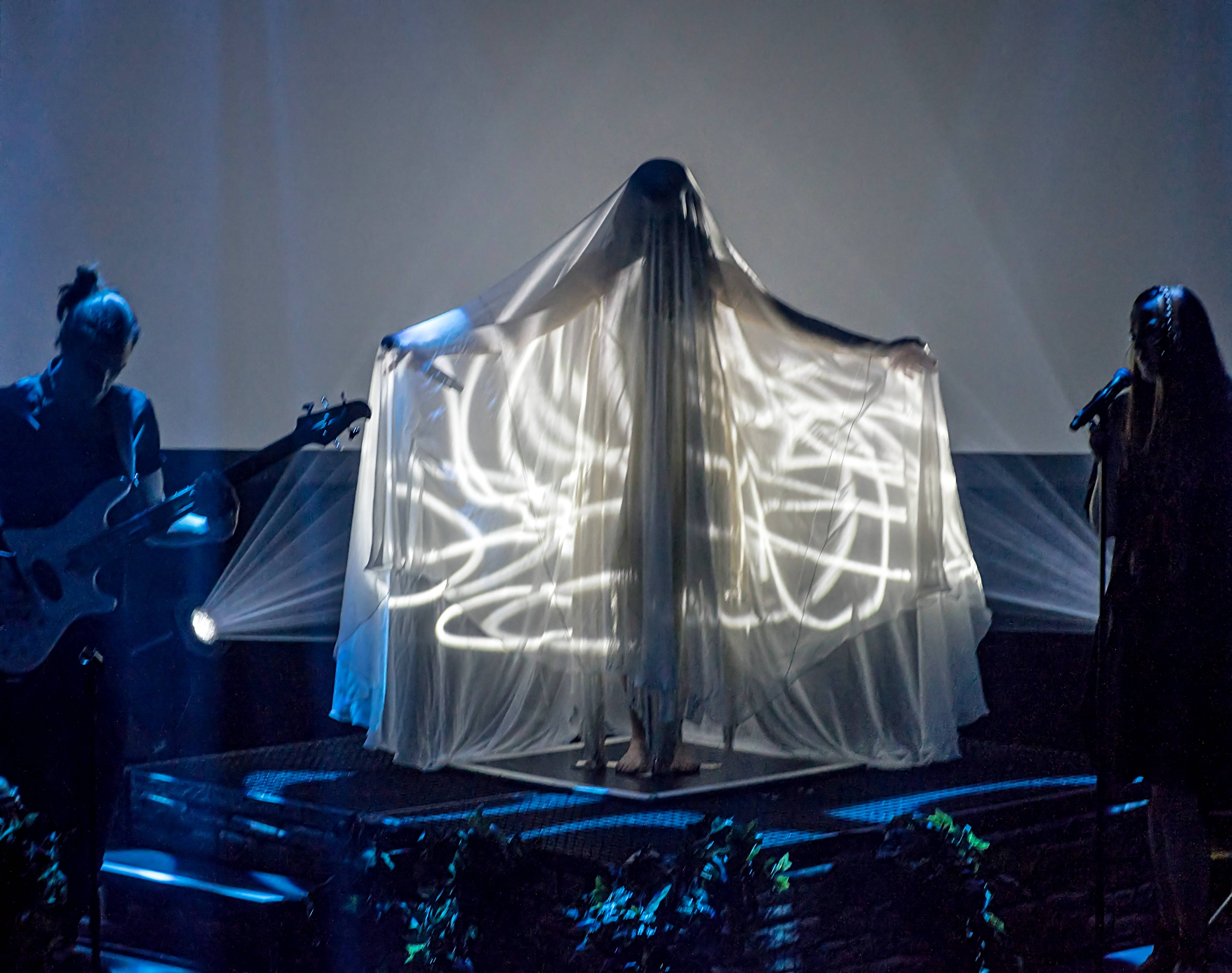
Концерт Oonagh в Фрейбурге.

## Дискография

### Студийные альбомы
| Год                       | Название              | График размещений | График размещений | График размещений | Примечания                              |
| Год                       | Название              | Германия DE       | Австрия AT        | Швейцария CH      | Примечания                              |
| Oonagh                    | Oonagh                | Oonagh            | Oonagh            | Oonagh            | Oonagh                                  |
| ------------------------- | --------------------- | ----------------- | ----------------- | ----------------- | --------------------------------------- |
| 2014                      | Oonagh                | 3 (70 нед.)       | 16 (13 нед.)      | 34 (9 нед.)       | Релиз: 31 января 2014 Продажи: >200 000 |
| 2015                      | Aeria                 | 2 (51 нед.)       | 15 (11 нед.)      | 41 (5 нед.)       | Релиз: 13 марта 2015 Продажи: >100 000  |
| 2016                      | Märchen enden gut     | 7 (17 нед.)       | 18 (3 нед.)       | 30 (2 нед.)       | Релиз: 21 октября 2016                  |
| 2019                      | Eine neue Zeit        |                   |                   |                   | Релиз: 9 августа 2019                   |
|                           | Лидировавшие в чартах | —                 | —                 | —                 |                                         |
| Альбомы в топ-10 чартов   | 3                     | —                 | —                 |                   |                                         |
| Альбомы, попавшие в чарты | 3                     | 3                 | 3                 |                   |                                         |
| Senta                     |                       |                   |                   |                   |                                         |
| 2023                      | Egal wie weit         | 42 (1 нед.)       | —                 | —                 | Релиз: 10 марта 2023                    |

## Фильмография

### Выступления в качестве гостя
- 2003: Star Search (Sat.1, 4 выступления)
- 2003: Interaktiv (VIVA, 1 выступление)
- 2003: Die Schlager des Jahres (MDR, 1 выступление)
- 2006: The Dome (RTL II, 1 выступление)
- 2007: Big Brother (RTL II, 1 выступление)
- 2012: Das perfekte Promi-Dinner (VOX, 1 выступление)
- 2014: Promi Shopping Queen (VOX, 1 выступление)
- 2014: Der Staatsanwalt: Das Luder (ZDF, 1 выступление)
- 2014: Das grosse Fest zum Jubiläum (Das Erste, 1 выступление)
- 2014: Willkommen bei Carmen Nebel (ZDF, 1 выступление)
- 2014—2016: ZDF-Fernsehgarten on Tour (ZDF, 4 выступления)
- 2014: Tigerenten Club (Das Erste, 1 выступление)
- 2014: In aller Freundschaft: Mein Leben (Das Erste, 1 выступление)
- 2015: Die Helene Fischer Show 2015 (ZDF, 1 выступление)
- 2015: Santiano in Irland (ZDF, 2 выступления)
- 2016: Schlagerbooom (Das Erste, 1 выступление)
- 2016: Abendschau (BR Fernsehen, 1 выступление)
- 2017: "Hoch im Norden" (ZDF)
- 2018: MDR-Osterfeuer
- 2019: Die Helene Fischer Show 2019 (ZDF, 1 выступление)
- 2020: Free European Song Contest (ProSieben)
- 2020, 2023: Wer weiß denn sowas? (ARD)

### Телесериалы
- 2010—2013, 2020: Хорошие времена, плохие времена (RTL)

### Музыкальные клипы
- 2013: Marco Angelini — Du & ich
- 2014: Gäa
- 2014: Eldamar
- 2015: Ananau — Wo die Höhen zum Himmel reichen
- 2015: Celtic Woman — Tír na nÓg
- 2016: Aulë und Yavanna
- 2017: Zeit der Sommernächte
- 2019: Kuliko Jana — Eine neue Zeit